# Poplitzer Popelmännchen
Das Poplitzer Popelmännchen ist eine Sagengestalt, ein Kobold oder Hausgeist von Schloss Poplitz.

## Hintergrund
Bernhard Friedrich von Krosigk (1656–1714) ließ Schloss Poplitz auf den Grundmauern eines älteren Baues errichten. Von dem Vorgängerbau ließ er einen Eckstein mit einer seltsamen Steinfigur – im Volksmund das Popelmännchen genannt – in etwa sechs Metern Höhe in die Nordostecke seines Schlosses einsetzen.

## Legende
Der Sage nach wurde die Errichtung des Schlosses durch einen Kobold erheblich behindert, der jede Nacht die Arbeiten des Tages teilweise wieder zerstörte. Schließlich riet dem Bauherren ein mit einer Kutte bekleideter Mann, einen Teil des Baues zu einer Kapelle zu weihen, um dem Unwesen damit ein Ende zu bereiten. Nachdem dies geschehen war und der Kobold erneut erschienen war, wurde er von einer unsichtbaren Macht hoch gegen den Eckpfeiler geschleudert und dort in Stein verwandelt. Alle Versuche, diese merkwürdige Figur einer kletternden Katze zu beseitigen, scheiterten. Die Bauarbeiten gingen nun aber zügig voran.
Um Mitternacht steigt der in Stein gebannte Kobold herab und wandert zur Geisterstunde in Gestalt eines kleinen, grauen Männleins mit feurigen Augen und kurzen, krummen Beinen durch Poplitz.